# Pemda
Pem-Da était un préparateur motocyclette installé en France, dans les Alpes-Maritimes.
La société Pem-Da a été créée au début des années 1980, avec l'association de Daniel Vouillon et Édouard Morena. Ce dernier était un metteur au point pour toute la partie châssis. La société s'est spécialisée dans la conception de cadres pour motos japonaises. Bien qu'ayant travaillé sur différents modèles, aussi bien routiers que tout-terrain, le modèle le plus répandu reste celui sur base de Kawasaki 900 GPZ. Il utilisait un cadre treillis tubulaire (comme sur les Ducati), associé au moteur le plus puissant de l'époque, le tout dans un habillage en fibre de carbone avec une touche racing.
La société a été immatriculée au registre du commerce le 20 aout 1982 et radiée le 4 septembre 1987.